# 영국의 대일 선전포고
영국의 대일 선전포고는 1941년 12월 8일 일본의 진주만 공습에 더하여 영국령의 말라야, 싱가포르, 홍콩에 대한 공격 소식을 들은 영국 정부가 일본 제국에 전쟁을 통지하며 이루어졌다. 이는 미국에서 프랭클린 D. 루스벨트 대통령의 요청으로 미 의회가 일본에 선전포고한 것보다 9시간 더 일찍 이루어졌는데, 이는 영국 내각이 의회의 동의 없이도 전쟁을 선포할 수 있었기 때문이었다.

## 내용
윈스턴 처칠 수상이 주영국 일본 대사에게 다음과 같은 통지를 보내었다.

### 영문
Sir,
On the evening of December 7th His Majesty's Government in the United Kingdom learned that Japanese forces without previous warning either in the form of a declaration of war or of an ultimatum with a conditional declaration of war had attempted a landing on the coast of Malaya and bombed Singapore and Hong Kong.
In view of these wanton acts of unprovoked aggression committed in flagrant violation of International Law and particularly of Article I of the Third Hague Convention relative to the opening of hostilities, to which both Japan and the United Kingdom are parties, His Majesty's Ambassador at Tokyo has been instructed to inform the Imperial Japanese Government in the name of His Majesty's Government in the United Kingdom that a state of war exists between our two countries.
I have the honour to be, with high consideration,
Sir,
Your obedient servant,
Winston S. Churchill

### 번역
대사님,
12월 7일 저녁 영국 국왕 폐하의 정부는 일본의 군대가 선전포고 또는 조건부 선전포고의 최후통첩 등 사전 경고 없이 말라야의 해안에 상륙을 시도하고 싱가포르와 홍콩을 공습하였다는 사실을 인지하였습니다.
국제법 특히 일본과 영국이 모두 서명한 적대행위의 개시에 관한 제3차 헤이그 협약 제1장을 노골적으로 위반하여 이루어진 이 명분 없는 공격들의 악의적 행위를 고려하여, 영국 국왕 폐하의 도쿄 주재 대사는 일본 제국 정부에게 영국 국왕 폐하의 정부의 이름으로 우리 양국 사이에 전쟁 상태가 존재함을 통지하도록 지시받았습니다.
심심(甚深)한 영예를 표하며,
대사님,
근배 올립니다,
윈스턴 S. 처칠

## 같이 보기
- 일본의 대미영 선전포고
- 미국의 대일 선전포고
- 제2차 세계 대전의 외교사